# Premios Huading
Los Premios Huading son un conjunto  de premios de cine y televisión en China.